# Saint-Omer (Calvados)
Saint-Omer település Franciaországban, Calvados megyében. Lakosainak száma 190 fő (2022. január 1.). Saint-Omer Le Bô, Combray, Donnay, Pierrefitte-en-Cinglais, La Pommeraye, Saint-Rémy, Le Vey és Thury-Harcourt-le-Hom községekkel határos.

## Népesség
A település népessége az elmúlt években az alábbi módon változott:
| Lakosok száma | 182  | 162  | 142  | 162  | 176  | 177  | 184  | 187  | 189  | 190  |
|               | 1968 | 1982 | 1990 | 2006 | 2013 | 2015 | 2017 | 2019 | 2020 | 2022 |